# Elecciones federales de Alemania de 2017
Las elecciones federales de Alemania de 2017 se celebraron el 24 de septiembre de 2017. En ellas fueron elegidos los 709 diputados del Bundestag, que a su vez eligieron al canciller de Alemania para el periodo 2017-2021. Tras los comicios, la canciller Angela Merkel se mantuvo en el cargo.

## Antecedentes
En la elección federal anterior, que tuvo lugar en 2013, el gobierno de turno, compuesto por la Unión Demócrata Cristiana de Alemania (CDU), su partido hermano de Baviera, la Unión Social Cristiana de Baviera (CSU) y el Partido Democrático Libre (FDP) no pudo alcanzar una mayoría de escaños. El FDP no pudo conseguir más del 5% de los votos, perdiendo su representación en el Bundestag por primera vez en su historia. Por el contrario, la CDU/CSU obtuvo su mejor resultado desde 1990, con casi el 42% de los votos y poco menos del 50% de los escaños. El partido de Merkel negoció con éxito con los socialdemócratas (SPD) para formar una gran coalición.

## Partidos participantes
A los siguientes partidos les fue permitida su participación en las elecciones en al menos un estado federado por las autoridades electorales:
- CDU – Unión Demócrata Cristiana
- SPD – Partido Socialdemócrata de Alemania
- DIE LINKE – La Izquierda
- GRÜNE – Alianza 90/Los Verdes
- CSU – Unión Social Cristiana de Baviera
- FDP – Partido Democrático Libre
- AfD – Alternativa para Alemania
- FREIE WÄHLER – Electores Libres
- BGE – Bündnis Grundeinkommen
- Die PARTEI – Partido por el Trabajo, Estado de Derecho, Protección de los Animales, Fomento de las Élites e Iniciativas Democráticas de Base
- MLPD – Partido Marxista-Leninista de Alemania
- NPD – Partido Nacionaldemócrata de Alemania
- ÖDP – Partido Ecológico-Democrático
- V-Partei³ – V-Partei³
- PIRATEN – Partido Pirata de Alemania
- DM – Centro Alemán
- Tierschutzpartei – Partido Ser Humano, Medio Ambiente y Protección de los Animales
- DKP – Partido Comunista Alemán
- DiB – Democracia en Movimiento
- BüSo – Movimiento de Derechos Ciudadanos Solidaridad
- Gesundheitsforschung – Partei für Gesundheitsforschung
- MENSCHLICHE WELT – Menschliche Welt
- SGP – Partido por la Igualdad Social, Sección Cuarta Internacional
- Tierschutzallianz – Allianz für Menschenrechte, Tier- und Naturschutz
- ADD – Alianza de Alemanes Demócratas
- BP – Partido de Baviera
- B* – Bergpartei, die "ÜberPartei"
- Die Grauen – Die Grauen – Für alle Generationen
- Die Humanisten – Partei der Humanisten
- DIE RECHTE – La Derecha
- du. – Die Urbane. Eine HipHop Partei
- MG – Magdeburger Gartenpartei
- PDV – Partido de la Razón
- Volksabstimmung – A partir de ahora... Democracia a través de Plebiscito

## Candidatos

### Unión Demócrata Cristiana (CDU)/Unión Social Cristiana de Baviera (CSU)
El 20 de noviembre de 2016, la canciller Angela Merkel anunció su intención de postularse para un cuarto mandato. Esta decisión fue confirmada por los partidos CDU/CSU en enero de 2017.
Antes de la decisión de Merkel, otros candidatos potenciales habían sido la líder de la CDU en Renania-Palatinado Julia Klöckner, la Ministra-Presidenta del Sarre Annegret Kramp-Karrenbauer, la Ministra de Defensa Ursula von der Leyen, el ministro de Finanzas Wolfgang Schäuble o el ministro-Presidente de Baviera Horst Seehofer.

### Partido Socialdemócrata (SPD)
Sigmar Gabriel, líder del SPD a nivel federal, Ministro de Economía y Energía y Vicecanciller  anunció inicialmente su intención de postularse como candidato a canciller en las elecciones federales de 2017. En el semanario Stern, Gabriel declaró: "Por supuesto que quiero llegar a ser canciller si el SPD me quiere presentar. De eso no hay ninguna duda". Martin Schulz, expresidente del Parlamento Europeo, era considerado otro candidato posible, luego de haber anunciado en noviembre de 2016 su regreso a la política nacional alemana.
Otros candidatos potenciales eran Heiko Maas, Ministro Federal de Justicia y Protección al Consumidor y líder del SPD en el Sarre, y el alcalde de Hamburgo Olaf Scholz.
El 24 de enero de 2017, Martin Schulz se convirtió extraoficialmente en el candidato del SPD, luego de que Gabriel renunciara a su candidatura y sugiriera a Schulz como candidato. El 29 de enero fue designado candidato por la cúpula del Partido Socialdemócrata para las elecciones generales alemanas del próximo 24 de septiembre. El 19 de marzo fue elegido Presidente del SPD con el respaldo unánime del partido y nominado oficialmente candidato, teniendo inicialmente bastante éxito en las encuestas. Sin embargo, tras la derrota sufrida por el SPD en la elección regional de Sarre y otras dos derrotas en las regionales de Schleswig-Holstein y Renania del Norte-Westfalia (territorio especialmente fuerte para el  SPD), perdió bastante popularidad.

### La Izquierda (Die Linke)
Los candidatos de Die Linke fueron los líderes parlamentarios del partido en el Bundestag, Dietmar Bartsch y Sahra Wagenknecht. Fueron elegidos en diciembre de 2016 por la directiva del partido.

### Los Verdes (Die Grünen)
Los candidatos de Los Verdes fueron el copresidente del partido Cem Özdemir y Katrin Göring-Eckardt, líder parlamentaria del partido en el Bundestag y candidata del partido en 2013. Los candidatos fueron elegidos en enero de 2017 en una primaria interna.

### Alternativa para Alemania (AfD)
Frauke Petry, presidenta del partido, era tenida como la candidata más probable de la AfD, sin embargo, en abril de 2017 renunció a una candidatura. El partido siempre manifestó que presentaría dos candidatos, y finalmente el 23 de abril en un congreso del partido Alexander Gauland y Alice Weidel fueron elegidos como cabezas de lista con el 67.7% de los votos de los delegados del congreso.

### Partido Democrático Libre (FDP)
En noviembre de 2016, el presidente del FDP Christian Lindner fue elegido candidato del partido para las elecciones federales.

### Otros partidos
- Die PARTEI: Serdar Somuncu[26]
- Partido Pirata: Anja Hirschel, Sebastian Alscher y René Pickhardt[27]

## Encuestas[28]
| Encuestador             | Fecha      |         |         |         |       |        |        | Otros  |
| ----------------------- | ---------- | ------- | ------- | ------- | ----- | ------ | ------ | ------ |
| Emnid                   | 22.09.2017 | 35 %    | 22 %    | 10 %    | 8 %   | 9 %    | 11 %   | 5 %    |
| INSA                    | 22.09.2017 | 34 %    | 21 %    | 11 %    | 8 %   | 9 %    | 13 %   | 4 %    |
| YouGov                  | 22.09.2017 | 36 %    | 25 %    | 10 %    | 7 %   | 7 %    | 12 %   | 4 %    |
| Forsa                   | 22.09.2017 | 36 %    | 22 %    | 9,5 %   | 7 %   | 9,5 %  | 11 %   | 5 %    |
| Der Spiegel             | 22.09.2017 | 36,2 %  | 22 %    | 9,8 %   | 7,7 % | 9,6 %  | 10,3 % | 4,4 %  |
| Forschungsgruppe Wahlen | 21.09.2017 | 36 %    | 21,5 %  | 8,5 %   | 8 %   | 10 %   | 11 %   | 5 %    |
| YouGov                  | 21.09.2017 | 35,63 % | 23,49 % | 10,11 % | 6,7 % | 8,81 % | 9,65 % | 5,62 % |
| GMS                     | 21.09.2017 | 37 %    | 22 %    | 9 %     | 8 %   | 9 %    | 10 %   | 5 %    |
| Allensbach              | 19.09.2017 | 36,5 %  | 22 %    | 9 %     | 8 %   | 11 %   | 10 %   | 3,5 %  |
| Der Spiegel             | 19.09.2017 | 35,9 %  | 21,9 %  | 9,6 %   | 7,6 % | 9,6 %  | 11,1 % | 4,3 %  |
| YouGov                  | 19.09.2017 | 36 %    | 25 %    | 10 %    | 6 %   | 7 %    | 12 %   | 4 %    |
| Forsa                   | 19.09.2017 | 36 %    | 23 %    | 10 %    | 8 %   | 9 %    | 9 %    | 5 %    |
| INSA                    | 18.09.2017 | 36 %    | 22 %    | 11 %    | 7 %   | 9 %    | 11 %   | 4 %    |
| Trend Research          | 18.09.2017 | 36 %    | 22 %    | 10 %    | 7 %   | 9 %    | 11 %   | 5 %    |
| Emnid                   | 16.09.2017 | 36 %    | 22 %    | 10 %    | 8 %   | 9 %    | 11 %   | 4 %    |
| Forschungsgruppe Wahlen | 15.09.2017 | 36 %    | 23 %    | 9 %     | 8 %   | 10 %   | 10 %   | 4 %    |
| Infratest dimap         | 14.09.2017 | 37 %    | 20 %    | 9 %     | 7,5 % | 9,5 %  | 12 %   | 5 %    |
| YouGov                  | 13.09.2017 | 36 %    | 23 %    | 10 %    | 8 %   | 9 %    | 10 %   | 4 %    |
| Forsa                   | 13.09.2017 | 37 %    | 23 %    | 10 %    | 8 %   | 8 %    | 9 %    | 5 %    |
| Der Spiegel             | 12.09.2017 | 38,2 %  | 22,1 %  | 9,3 %   | 8,2 % | 9,1 %  | 8,5 %  | 4,6 %  |
| INSA                    | 11.09.2017 | 36,5 %  | 23,5 %  | 10,5 %  | 6 %   | 9 %    | 11 %   | 3,5 %  |
| Trend Research          | 11.09.2017 | 37 %    | 24 %    | 10 %    | 7 %   | 8 %    | 10 %   | 5 %    |
| Últimas elecciones      | 22.09.2013 | 41,5 %  | 25,7 %  | 8,6 %   | 8,4 % | 4,8 %  | 4,7 %  | 6,3 %  |

## Resultados

Resultados por circunscripciones

La CDU/CSU y el SPD siguieron siendo los dos partidos más fuertes, pero ambos recibieron un porcentaje de voto significativamente menor respecto a las elecciones de 2013. El SPD obtuvo su peor resultado desde las elecciones de 1949.
La AfD recibió suficientes votos para ingresar al Bundestag por primera vez, con el 12,6 por ciento de los votos. También ganó tres mandatos directos.  El FDP regresó al Bundestag con un 10,7 por ciento de los votos, mientras que la Izquierda y los Verdes registraron un leve aumento en su votación.
| Partido                                                 | Partido                                                         | Distrito electoral | Distrito electoral | Distrito electoral | Lista      | Lista | Lista   | Total escaños | +/– |
| Partido                                                 | Partido                                                         | Votos              | %                  | Escaños            | Votos      | %     | Escaños | Total escaños | +/– |
| ------------------------------------------------------- | --------------------------------------------------------------- | ------------------ | ------------------ | ------------------ | ---------- | ----- | ------- | ------------- | --- |
|                                                         | Unión Demócrata Cristiana (CDU)                                 | 14.030.751         | 30.2               | 185                | 12.447.656 | 26.8  | 15      | 200           | –55 |
|                                                         | Partido Socialdemócrata Alemán (SPD)                            | 11.429.231         | 24.6               | 59                 | 9.539.381  | 20.5  | 94      | 153           | –40 |
|                                                         | Alternativa para Alemania (AfD)                                 | 5.317.499          | 11.5               | 3                  | 5.878.115  | 12.6  | 91      | 94            | +94 |
|                                                         | Partido Democrático Libre (FDP)                                 | 3.249.238          | 7.0                | 0                  | 4.999.449  | 10.7  | 80      | 80            | +80 |
|                                                         | La Izquierda (DIE LINKE)                                        | 3.966.637          | 8.6                | 5                  | 4.297.270  | 9.2   | 64      | 69            | +5  |
|                                                         | Alianza 90/Los Verdes (GRÜNE)                                   | 3.717.922          | 8.0                | 1                  | 4.158.400  | 8.9   | 66      | 67            | +4  |
|                                                         | Unión Social Cristiana de Baviera (CSU)                         | 3.255.487          | 7.0                | 46                 | 2.869.688  | 6.2   | 0       | 46            | –10 |
|                                                         |                                                                 |                    |                    |                    |            |       |         |               |     |
|                                                         | Electores Libres                                                | 589.056            | 1.3                | 0                  | 463.292    | 1.0   | 0       | 0             |     |
|                                                         | Die PARTEI                                                      | 245.659            | 0.5                | 0                  | 454.349    | 1.0   | 0       | 0             |     |
|                                                         | Partido Ser Humano, Medio Ambiente y Protección de los Animales | 22.917             | 0.0                | 0                  | 374.179    | 0.8   | 0       | 0             |     |
|                                                         | Partido Nacionaldemócrata de Alemania                           | 45.169             | 0.1                | 0                  | 176.020    | 0.4   | 0       | 0             |     |
|                                                         | Partido Pirata de Alemania                                      | 93.196             | 0.2                | 0                  | 173.476    | 0.4   | 0       | 0             |     |
|                                                         | Partido Ecológico Democrático                                   | 166.228            | 0.4                | 0                  | 144.809    | 0.3   | 0       | 0             |     |
|                                                         | Alianza Renta Básica                                            | –                  | –                  | –                  | 97.539     | 0.2   | 0       | 0             |     |
|                                                         | Partido V                                                       | 1.204              | 0.0                | 0                  | 64.073     | 0.1   | 0       | 0             |     |
|                                                         | Centro Alemán                                                   | –                  | –                  | –                  | 63.203     | 0.1   | 0       | 0             |     |
|                                                         | Democracia en Movimiento                                        | –                  | –                  | –                  | 60.914     | 0.1   | 0       | 0             |     |
|                                                         | Partido de Baviera                                              | 62.622             | 0.1                | 0                  | 58.037     | 0.1   | 0       | 0             |     |
|                                                         | Alianza de Alemanes Demócratas                                  | –                  | –                  | –                  | 41.251     | 0.1   | 0       | 0             |     |
|                                                         | Alianza para la Protección de los Animales                      | 6.114              | 0.0                | 0                  | 32.221     | 0.1   | 0       | 0             |     |
|                                                         | Partido Marxista-Leninista de Alemania                          | 35.760             | 0.1                | 0                  | 29.785     | 0.1   | 0       | 0             |     |
|                                                         | Partido para la Investigación en Salud                          | 1.537              | 0.0                | 0                  | 23.404     | 0.1   | 0       | 0             |     |
|                                                         | Mundo Humano                                                    | 2.205              | 0.0                | 0                  | 11.661     | 0.0   | 0       | 0             |     |
|                                                         | Partido Comunista Alemán                                        | 7.517              | 0.0                | 0                  | 11.558     | 0.0   | 0       | 0             |     |
|                                                         | Die Grauen – Graue Panther                                      | 4.300              | 0.0                | 0                  | 10.009     | 0.0   | 0       | 0             |     |
|                                                         | A partir de ahora... Democracia a través de Plebiscito          | 6.316              | 0.0                | 0                  | 9.631      | 0.0   | 0       | 0             |     |
|                                                         | Movimiento de Derechos Ciudadanos Solidaridad                   | 15.960             | 0.0                | 0                  | 6.693      | 0.0   | 0       | 0             |     |
|                                                         | Los Humanistas                                                  | –                  | –                  | –                  | 5.991      | 0.0   | 0       | 0             |     |
|                                                         | Magdeburger Gartenpartei                                        | 2.570              | 0.0                | 0                  | 5.617      | 0.0   | 0       | 0             |     |
|                                                         | Die Urbane. Eine HipHop Partei                                  | 772                | 0.0                | 0                  | 3.032      | 0.0   | 0       | 0             |     |
|                                                         | La Derecha                                                      | 1.142              | 0.0                | 0                  | 2.054      | 0.0   | 0       | 0             |     |
|                                                         | Partido por la Igualdad Social, Sección Cuarta Internacional    | 903                | 0.0                | 0                  | 1.291      | 0.0   | 0       | 0             |     |
|                                                         | B*                                                              | 672                | 0.0                | 0                  | 911        | 0.0   | 0       | 0             |     |
|                                                         | Partido de la Razón                                             | 242                | 0.0                | 0                  | 533        | 0.0   | 0       | 0             |     |
|                                                         | Unabhängige ... für bürgernahe Demokratie                       | 2.458              | 0.0                |                    | –          | –     | –       | 0             |     |
|                                                         | Los Violetas - por la Política Espiritual                       | 2.176              | 0.0                | 0                  | –          | –     | –       | 0             |     |
|                                                         | Alianza C                                                       | 1.717              | 0.0                | 0                  | –          | –     | –       | 0             |     |
|                                                         | Partido de los Rentistas                                        | 1.352              | 0.0                | 0                  | –          | –     | –       | 0             |     |
|                                                         | Nuevos Liberales                                                | 884                | 0.0                | 0                  | –          | –     | –       | 0             |     |
|                                                         | Partido de las Familias de Alemania                             | 506                | 0.0                | 0                  | –          | –     | –       | 0             |     |
|                                                         | Las Mujeres                                                     | 439                | 0.0                | 0                  | –          | –     | –       | 0             |     |
|                                                         | Die Einheit                                                     | 371                | 0.0                | 0                  | –          | –     | –       | 0             |     |
|                                                         | Independientes                                                  | 100.889            | 0.2                | 0                  | –          | –     | –       | 0             |     |
| Blancos/nulos                                           | Blancos/nulos                                                   | 586.726            | –                  | –                  | 460.849    | –     | –       | –             | –   |
| Total                                                   | Total                                                           | 46.976.341         | 100                | 299                | 46.976.341 | 100   | 391     | 709           | +78 |
| Registrados                                             | Registrados                                                     | 61.688.485         | 76.2               | –                  |            |       | –       | –             | –   |
| Fuente: Bundeswahleiter Total de 229 circunscripciones. |                                                                 |                    |                    |                    |            |       |         |               |     |

### Resultados por Estado federado

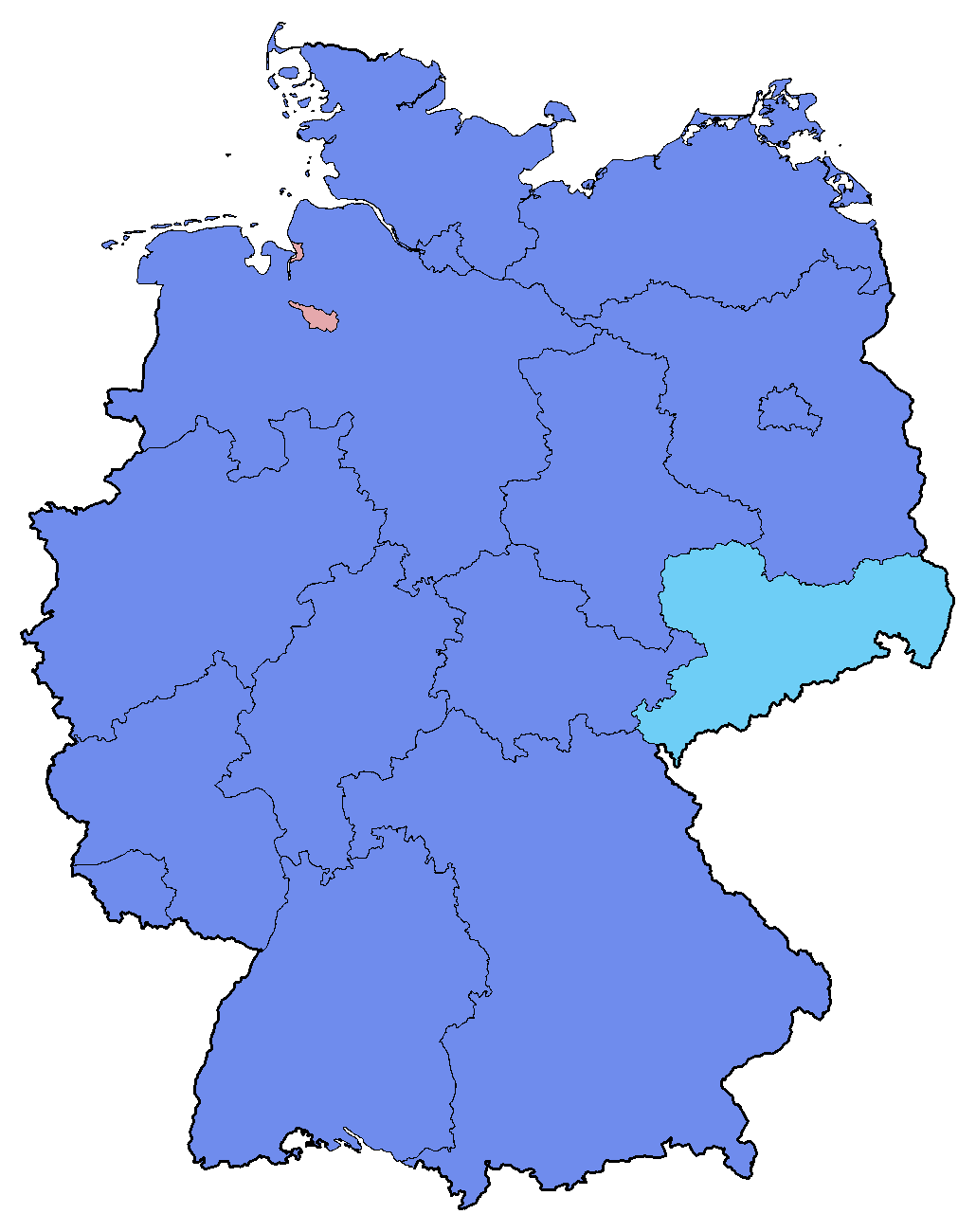
Resultados de la segunda votación por estado: azul indica los estados donde CDU/CSU tenía la pluralidad de votos; celeste denota los estados donde AfD tenía la pluralidad de votos, y el rosa indica los estados donde el SPD tenía la pluralidad de votos

| Estados de Alemania               | Unión            | SPD  | AfD  | FDP  | Linke | Grüne | Otros |      |     |
| --------------------------------- | ---------------- | ---- | ---- | ---- | ----- | ----- | ----- | ---- | --- |
| Estados de Alemania               | Baden-Wurtemberg | 34.4 | 16.4 | 12.2 | 12.7  | 6.4   | Otros | 13.5 | 4.5 |
| Baviera                           | 38.8             | 15.3 | 12.4 | 10.2 | 6.1   | 9.8   | 7.5   |      |     |
| Berlín                            | 22.7             | 17.9 | 12.0 | 8.9  | 18.8  | 12.6  | 7.0   |      |     |
| Brandeburgo                       | 26.7             | 17.6 | 20.2 | 7.1  | 17.2  | 5.0   | 6.3   |      |     |
| Bremen                            | 25.0             | 26.3 | 10.0 | 9.3  | 13.5  | 11.0  | 4.3   |      |     |
| Hamburgo                          | 27.2             | 23.5 | 7.8  | 10.8 | 12.2  | 13.9  | 4.5   |      |     |
| Hesse                             | 30.9             | 23.5 | 11.9 | 11.6 | 8.1   | 9.7   | 4.4   |      |     |
| Mecklemburgo-Pomerania Occidental | 33.1             | 15.1 | 18.6 | 6.2  | 17.8  | 4.3   | 4.9   |      |     |
| Baja Sajonia                      | 34.9             | 27.4 | 9.1  | 9.3  | 6.9   | 8.7   | 3.6   |      |     |
| Renania del Norte-Westfalia       | 32.6             | 26.0 | 9.4  | 13.1 | 7.5   | 7.6   | 3.8   |      |     |
| Renania-Palatinado                | 35.9             | 24.2 | 11.2 | 10.4 | 6.8   | 7.6   | 3.9   |      |     |
| Sarre                             | 32.4             | 27.2 | 10.1 | 7.6  | 12.9  | 6.0   | 3.9   |      |     |
| Sajonia                           | 26.9             | 10.5 | 27.0 | 8.2  | 16.1  | 4.6   | 6.7   |      |     |
| Sajonia-Anhalt                    | 30.3             | 15.2 | 19.6 | 7.8  | 17.8  | 3.7   | 5.7   |      |     |
| Schleswig-Holstein                | 34.0             | 23.3 | 8.2  | 12.6 | 7.3   | 12.0  | 2.7   |      |     |
| Turingia                          | 28.8             | 13.2 | 22.7 | 7.8  | 16.9  | 4.1   | 6.5   |      |     |

## Formación de gobierno
La vicepresidenta del SPD, Manuela Schwesig, y el presidente del grupo parlamentario socialdemócrata Thomas Oppermann confirmaron que el SPD pasaría a la oposición, después de los resultados electorales insatisfactorios. Se barajó la posibilidad de una coalición Jamaica (negro-amarillo-verde) con la CDU/CSU, el FDP y los Verdes, que permitiría a la canciller Merkel continuar en el cargo. Las negociaciones comenzaron oficialmente el 18 de octubre, pero en los días finales de las conversaciones preliminares, las cuatro partes aún no habían llegado a un acuerdo sobre migración y cuestiones climáticas. Las conversaciones preliminares colapsaron el 20 de noviembre después de que el FDP se retirara, argumentando que las conversaciones no habían producido una visión o confianza común.
El Presidente Frank-Walter Steinmeier anunció en su posición como jefe de Estado que llevaría a cabo conversaciones intensivas con los líderes de los partidos y los miembros elegidos del Parlamento a fin de llegar a un consenso.
Tras una reunión con Steinmeier, el líder socialdemócrata Martin Schulz abrió la posibilidad de que el SPD entrase al gobierno.
El 6 de diciembre, el SPD celebró un congreso en el que la mayoría de los 600 delegados presentes votó por iniciar negociaciones preliminares de coalición con la CDU/CSU.  Esta decisión fue recibida con renuencia por las juventudes del partido, que organizaron protestas fuera de la sala de convenciones.
El 12 de enero, la CDU/CSU y el SPD anunciaron que habían alcanzado un avance en las conversaciones preliminares y acordaron un documento preliminar para comenzar las negociaciones formales para la gran coalición.
El 21 de enero, el SPD celebró un congreso partidario extraordinario con 642 delegados en Bonn. Se votó mayoritariamente a favor de aceptar la conclusión de conversaciones preliminares y el inicio de negociaciones formales de coalición con la CDU/CSU. Las conversaciones formales iniciaron el 26 de enero. Si tienen éxito, estas conversaciones resultarán en la formación de otra gran coalición entre la CDU/CSU y el SPD como el nuevo gobierno de Alemania.
El 7 de febrero, políticos tanto de la CDU/CSU como del SPD anunciaron que se había llegado a un acuerdo formal entre las partes para formar gobierno. Bajo los términos del acuerdo, el SPD recibirá seis ministerios, incluyendo las influyentes carteras de Finanzas y Asuntos Exteriores. Se esperaba que el líder del SPD, Martin Schulz, se retirase del liderazgo del partido y se convirtiera en ministro de Relaciones Exteriores, cargo que finalmente rechazó. Por otro lado, la CDU recibió cinco ministerios y la CSU tres ministerios. El acuerdo estipula que habrá un aumento en el gasto público, un aumento de la financiación alemana de la Unión Europea y una postura ligeramente más estricta hacia la inmigración. El acuerdo fue publicado íntegramente el 7 de febrero y debió ser aprobado por la mayoría de los 460.000 miembros del SPD, quienes participaron en una votación postal sobre el acuerdo.
Los resultados se dieron a conocer el 4 de marzo. En resumen, el 66% de los militantes votó a favor del acuerdo y el 34% votó en contra. Aproximadamente el 78% de los miembros del SPD participaron en la votación. 
El Gobierno Merkel IV tomó posesión el 14 de marzo, siendo Merkel reelegida como Canciller de Alemania con 364 de los 709 votos del Bundestag.